# Генеральный секретарь НАТО
Генера́льный секрета́рь НА́ТО является главным должностным лицом Организации Североатлантического договора (НАТО). Генеральный секретарь отвечает за общую координацию работы альянса, а также является главой Североатлантического совета.
С 1 октября 2024 года пост генерального секретаря НАТО занимает Марк Рютте.

## История
Девятая статья Североатлантического договора требует от членов НАТО «создать Совет, в котором будет представлен каждый из них».  Соответственно, был сформирован Североатлантический совет. Первоначально Совет состоял из министров иностранных дел стран-членов НАТО и собирался ежегодно. В мае 1950 года стремление к более тесной координации на ежедневной основе привело к назначению депутатов Совета, постоянно базирующихся в Лондоне и наблюдающих за работой организации. Депутатам были предоставлены все полномочия по принятию решений в Североатлантическом совете, но их работа дополнялась время от времени встречами министров иностранных дел стран НАТО. На председателя заместителей была возложена ответственность «за руководство организацией и ее работой», включая все ее гражданские органы.
Депутаты Совета впервые собрались 25 июля 1950 года и избрали своим председателем Чарльза Споффорда, депутата от США. Несколько важных организационных изменений вскоре последовали за назначением депутатов Совета, в первую очередь создание единого военного командования под единым верховным главнокомандующим союзников. Это объединение и растущие проблемы, стоящие перед НАТО, привели к быстрому росту институтов организации, и в 1951 году НАТО была реорганизована с целью упорядочения и централизации своей бюрократии. В рамках организации депутатам Совета были делегированы полномочия представлять свои правительства во всех вопросах, в том числе связанных с обороной и финансами, а не только с иностранными делами, что значительно увеличило их власть и значение.
По мере роста авторитета депутатов и роста размеров организации в НАТО был создан Временный комитет Совета под председательством Уильям Аверелла Гарримана. Эта группа создала официальный секретариат в Париже для управления бюрократией НАТО. Комитет также рекомендовал, чтобы «агентства НАТО были усилены и скоординированы», и подчеркнул необходимость того, чтобы кто-то, кроме председателя Североатлантического совета, стал высшим руководителем альянса. В феврале 1952 года Североатлантический совет соответственно учредил должность генерального секретаря для управления всеми гражданскими учреждениями организации, контроля ее гражданского персонала и обслуживания Североатлантического совета.
После Лиссабонской конференции страны НАТО начали искать человека, который мог бы исполнить роль генерального секретаря. Сначала эта должность была предложена Оливеру Фрэнксу, британскому послу в США, но он отказался. Затем, 12 марта 1952 года, Североатлантический совет избрал генеральным секретарем Гастингса Исмея, генерала времен Второй мировой войны и государственного секретаря по делам Содружества в британском кабинете. В отличие от более поздних генеральных секретарей, которые занимали пост председателя Североатлантического совета, Исмей был назначен заместителем председателя совета, а Споффорд продолжал выполнять функции председателя. Исмей был выбран из-за его высокого звания на войне и его роли «на стороне Черчилля... в высших советах союзников». Как солдат и дипломат, он считался уникально подходящим для этой должности и пользовался полной поддержкой всех государств НАТО.
Несколько месяцев спустя, после ухода Споффорда из НАТО, структура Североатлантического совета несколько изменилась. Один член совета ежегодно избирался президентом Североатлантического совета (в основном церемониальная роль), а генеральный секретарь официально становился заместителем президента Совета, а также председателем его заседаний. Исмей занимал пост генерального секретаря до выхода на пенсию в мае 1957 года.
После Исмея вторым генеральным секретарем был избран Поль-Анри Спаак, международный дипломат и бывший  премьер-министр Бельгии. В отличие от Исмея, у Спаака не было военного опыта, поэтому его назначение означало «уменьшение акцента на строго военной стороне Атлантического альянса». Подтверждая назначение Спаака в декабре 1956 г. на заседании министров иностранных дел стран НАТО, Североатлантический совет также расширил роль генерального секретаря в организации. Во многом в результате Суэцкого кризиса, обострившего отношения внутри альянса, совет принял резолюцию, разрешающую генеральному секретарю «в любое время неофициально предлагать своих хороших офицеров правительствам-членам, участвующим в споре, и с их согласия инициировать или содействовать процедурам расследования, посредничества, примирения или арбитража».

## Список генеральных секретарей НАТО
| #  | Генеральный секретарь                      | Портрет | Страна         | Вступил в должность | Покинул свой пост | Срок полномочий |
| -- | ------------------------------------------ | ------- | -------------- | ------------------- | ----------------- | --------------- |
| 1  | Гастингс Исмей (1887–1965)                 |         | Великобритания | 24 марта 1952       | 16 мая 1957       | 5 лет           |
| 2  | Поль-Анри Спаак (1899–1972)                |         | Бельгия        | 16 мая 1957         | 21 апреля 1961    | 4 года          |
| 3  | Дирк Стиккер (1897–1979)                   |         | Нидерланды     | 21 апреля 1961      | 1 августа 1964    | 3 года          |
| 4  | Манлио Брозио (1897–1980)                  |         | Италия         | 1 августа 1964      | 1 октября 1971    | 7 лет           |
| 5  | Йозеф Лунс (1911–2002)                     |         | Нидерланды     | 1 октября 1971      | 25 июня 1984      | 13 лет          |
| 6  | Питер Каррингтон (1919–2018)               |         | Великобритания | 25 июня 1984        | 1 июля 1988       | 4 года          |
| 7  | Манфред Вёрнер (1934–1994)                 |         | ФРГ            | 1 июля 1988         | 13 августа 1994   | 6 лет           |
| —  | Серджо Баланцино (и.о.) (1934–2018)        |         | Италия         | 13 августа 1994     | 17 октября 1994   | 2 месяца        |
| 8  | Вилли Клас (род. 1938)                     |         | Бельгия        | 17 октября 1994     | 20 октября 1995   | 1 год           |
| —  | Серджо Баланцино (и.о.) (1934–2018)        |         | Италия         | 20 октября 1995     | 5 декабря 1995    | 6 недель        |
| 9  | Хавьер Солана (род. 1942)                  |         | Испания        | 5 декабря 1995      | 6 октября 1999    | 4 года          |
| 10 | Джордж Робертсон (род. 1946)               |         | Великобритания | 14 октября 1999     | 17 декабря 2003   | 4 года          |
| —  | Алессандро Минуто-Риццо (и.о.) (род. 1940) |         | Италия         | 17 декабря 2003     | 1 января 2004     | 3 недели        |
| 11 | Яп де Хоп Схеффер (род. 1948)              |         | Нидерланды     | 1 января 2004       | 1 августа 2009    | 5 лет           |
| 12 | Андерс Фог Расмуссен (род. 1953)           |         | Дания          | 1 августа 2009      | 1 октября 2014    | 5 лет           |
| 13 | Йенс Столтенберг (род. 1959)               |         | Норвегия       | 1 октября 2014      | 1 октября 2024    | 10 лет          |
| 14 | Марк Рютте (род. 1967)                     |         | Нидерланды     | 1 октября 2024      | Действующий       | —               |

#### Комментарии
1. ↑  Ушёл с поста на год раньше в связи с ухудшением состояния здоровья[1].
2. 1 2  Умер 13 августа 1994 года от рака. Заместитель Генерального секретаря НАТО Серджо Баланцино стал исполнять обязанности Генерального секретаря вплоть до назначения Вилли Класа на эту должность[2].
3. 1 2  Подал в отставку с поста Генерального секретаря после скандала со взяточничеством, сосредоточившись на своих действиях в бельгийском кабинете министров в 1980-х годах. После его отставки заместитель генсека Серджо Баланцино исполнял обязанности генерального секретаря вплоть до назначения Хавьер Соланы[3].
4. ↑  В январе 2003 года Робертсон объявил, что уходит в отставку в декабре[4]. Яп де Хоп Схеффер был избран его преемником, но не смог занять этот пост до января 2004 года из-за своих обязательств в парламенте Нидерландов[5]. Робертсона попросили продлить срок его полномочий до тех пор, пока де Хоп Схеффер не будет готов, но он отказался, поэтому Минуто-Риццо, заместитель Генерального секретаря, занял его место.
5. ↑  Де Хоп Схеффер был назначен Генеральным секретарём с 1 января 2004 года[6], но он вступил в должность только 5 января 2004 года[7][8].